# The Spark
«The Spark» es una canción realizada por el DJ y productor surinamés Afrojack con la colaboración del cantante estadounidense Spree Wilson. Fue lanzado como sencillo el 11 de octubre de 2013 por Island Records. Logró ingresar en el top 20 de las listas de sencillos del Reino Unido y los Países Bajos.

## Video musical
El video musical fue dirigido por Tim Nackashi. Muestra a tres grupos de adolescentes que se reúnen para pasear por los alrededores de Las Vegas, mientras Afrojack y Wilson están en una bonita mansión con algunas muchachas revoltosas. Todo el mundo en el vídeo tiene la capacidad de encender chispas cuando tocan algo, un efecto que se repite con el transcurrir del video. Como es habitual en varios videos, se lo ve Afrojack manejando autos de colección, esta vez un Lamborghini. 

## Lista de canciones
| Descarga digital - sencillo |                                      |          |  |
| N.º                         | Título                               | Duración |  |
| 1.                          | «The Spark» (featuring Spree Wilson) | 4:03     |  |
| 2.                          | «The Spark» (Afrojack Club Mix)      | 6:54     |  |

| Descarga digital - EP |                                                   |          |  |
| N.º                   | Título                                            | Duración |  |
| 1.                    | «The Spark» (Tiësto vs. twoloud Remix)            | 4:36     |  |
| 2.                    | «The Spark» (DubVision Remix)                     | 6:00     |  |
| 3.                    | «The Spark» (Michael Calfan Remix)                | 6:02     |  |
| 4.                    | «The Spark» (Tetsuya Komuro Remix)                | 4:04     |  |
| 5.                    | «The Spark» (Blasterjaxx Remix)                   | 5:22     |  |
| 6.                    | «The Spark» (John Christian & Shermanology Remix) | 5:35     |  |
| 7.                    | «The Spark» (Lost Stories Remix)                  | 5:00     |  |

## Posicionamiento en listas y certificaciones
| Lista (2013–14)                             | Mejor posición |
| ------------------------------------------- | -------------- |
| Alemania (Media Control AG)                 | 36             |
| Austria (Ö3 Austria Top 40)                 | 39             |
| Australia (ARIA)                            | 37             |
| Bélgica (Flandes) (Ultratip Bubbling Under) | 5              |
| Bélgica (Valonia) (Ultratip Bubbling Under) | 4              |
| Dinamarca (Tracklisten)                     | 37             |
| Escocia (Scottish Singles Top 40)           | 10             |
| Eslovaquia (Radio Top 100 Chart)            | 59             |
| Estados Unidos (Hot Dance Club Songs)       | 8              |
| Irlanda (IRMA)                              | 21             |
| Países Bajos (Dutch Top 40)                 | 14             |
| Polonia (Polish Airplay Top 100)            | 9              |
| Reino Unido (UK Singles Chart)              | 17             |
| Reino Unido (UK Dance Chart)                | 5              |
| República Checa (Radio Top 100 Chart)       | 12             |
| Suiza (Schweizer Hitparade)                 | 73             |

| País      | Organismo certificador | Certificación | Ventas |
| --------- | ---------------------- | ------------- | ------ |
| Australia | ARIA                   | Oro           | 35 000 |